# ألان غاردي
ألان غاردي (بالدنماركية: Allan Gaarde)‏ (25 يناير 1975 في الدنمارك - ) هو لاعب كرة قدم دانمركي في مركز الوسط. لعب مع نادي أوبه ونادي أودينيزي ونادي فايله ونادي فيكينغ والبورك بولدسبيلكلوب ‏.

## وصلات خارجية
- ألان غاردي على موقع قاعدة بيانات كرة القدم.إي يو (الإنجليزية)